# Amor prohibido (singolo)
Amor prohibido è una canzone della cantante messicano-statunitense Selena, primo singolo dall'album omonimo del 1994. Scritto da A.B. Quintanilla III e Pete Astudillo è nota come la sua canzone più importante dell'artista; ad essa sono stati assegnati nel 1995 i premi "Regional Mexican of The Year" e "Premio Lo Nuestro".

## Classifiche
| Classifica (1994)                             | Posizione raggiunta |
| --------------------------------------------- | ------------------- |
| U.S. Billboard Hot Latin Tracks               | 1                   |
| U.S. Billboard Latin Regional Mexican Airplay | 5                   |
| Norwegian Caliente Latin Ballads 6            | 6                   |